# Lufa Farms
Lufa Farms — канадська компанія, яка займається міським аграрним господарством, розташована в районі Віль-Лоран Монреаль, Квебек.

## Історія
Генеральний директор та засновник Мохамед Хаж народився в Лівані і виріс в оточенні саду на даху. Після переїзду до Канади він був здивований тим, що овочі часто імпортують з відстані понад 2000 км. Це наштовхнуло його на ідею створення компанії по вирощуванню овочів у місті. У 2009 році Мохамед почав збирати команду.
В 2010 році компанія розпочала будівництво своєї першої комерційної теплиці на даху в районі Монреаля. Окрім того, що на двоповерховому будинку було 31 000 квадратних футів рослинного виробництва, він також служив головним офісом та розподільним центром компанії. В даний час тут вирощуються трави, мікрозелень, огірок, перець та інші овочі і зелень, використовуючи як горизонтальні, так і вертикальні сільськогосподарські системи.
В 2011 році компанія зібрала свої перші овочі на даху та почала доставляти щотижневі кошики до своєї першої когорти клієнтів. У той час компанія виростила біля 40 різновидів овочів і доставила близько 200 клієнтам.
В 2013 році Lufa Farms побудувала свою другу теплицю на даху в сусідньому місті Лавалі, розміром 43 000 квадратних футів, де в даний час вирощуються помідори та баклажани. Для того, щоб запропонувати своїм клієнтам більше різноманітної продукції, вони співпрацювали з сотнями місцевих фермерів та виробників. Вони пропонували тисячі сезонних фруктів та овочів, хліб, морепродукти та багато іншого. Ці співпраці принесли запуск інтернет-ринку фермерів, Marketplace.
У 2016 році компанія зазнала значного зростання. Загальна кількість щотижневих кошиків перевищила 10 000, а компанія повинна була подвоїти свою робочу силу, щоб встигати з замовленнями. Цього року також було запущено екологічну доставку електричним автомобілем.
У 2017 році Lufa Farms побудувала третю теплицю на даху в передмісті Монреаля. Ця теплиця була найбільшою та найкраще технологічно розвиненою; її розмір зріс до 138 000 квадратних футів, і дозволив компанії розширити виробничу здатність до понад сто різновидів овочів та забезпечувати понад 10 000 домогосподарств протягом року.
У 2019 році компанія перемістила основні офіси та розподільчі центри в район Віль-Лоран, де розпочала будівництво четвертої та найбільшої теплиці на даху.
У 2020 році Lufa Farms закінчувала найбільшу у світі теплицю на даху розміром 164 000 квадратних футів (близько трьох футбольних полів).